# Raoul Mesnier de Ponsard
Raul Ronson Mesnier de Ponsard (em francês: Raoul Ronson Mesnier de Ponsard; Porto, São Nicolau, 2 de abril de 1848 — Inhambane, Moçambique 26 de maio de 1914) foi um engenheiro português, de origem francesa, conhecido por ter construído muitos elevadores e funiculares em Portugal.
Ao contrário do que se difunde, não existem registos de ter sido discípulo ou mesmo de ter trabalhado com ou para Gustave Eiffel.

## Biografia
Foi filho do industrial Jacques Robert Mesnier de Ponsard e de Marie Élodie Ronson. O nome do pai por vezes aparece aportuguesado para Tiago Roberto Mesnier de Ponsard.
Estudou no Liceu do Porto e mais tarde, formou-se na Faculdade de Ciências da Universidade de Coimbra em Matemática e Filosofia e, em França, em Engenharia Mecânica, percorrendo França, a Suíça e a Alemanha onde frequentou as principais escolas-oficina, em contacto com projectistas e fabricantes de material ferroviário.
Como engenheiro de obras públicas, dirigiu a construção do Elevador do Bom Jesus em Braga (o mais antigo da Península Ibérica) e projectou o Funicular dos Guindais, no Porto (primeira versão), o Elevador da Nazaré, na Nazaré, o Comboio do Monte, no Funchal, (extinto), e os elevadores de Lavra, Glória, Santa Justa, Bica, e dos extintos da Biblioteca, Estrela, Graça, Chiado, e São Sebastião, em Lisboa.
O seu nome consta na lista de colaboradores do número prospeto do periódico Tiro civil  (1895-1903).
Casou no Porto, em Paranhos, a 3 de Setembro de 1871 com Sofia Adelaide Ferreira Pinto Basto, com geração.

## Projectos não realizados
Mesnier de Ponsard publicou vários opúsculos com projectos que nunca chegou a realizar, entre os quais se encontram um novo sistema de obturador central (1879), dois projectos de carabinas de repetição (em 1879 e 1880) e uma máquina destinada a executar todas as operações aritméticas, a que chamou Aritmotecno (1882).